# Tetragenococcus halophilus
Espèce
Synonymes
Pediococcus halophilus, Mees, 1934
Tetragenococcus halophilus est une bactérie lactique, halophile, jouant un rôle dans la fabrication de la sauce de soja, du miso, des saumures d'anchois et des œufs de poissons fermentés et fumés.
Certaines souches peuvent tolérer de forte concentration NaCl (jusqu'à  26 %) mais sa croissance optimale se trouve entre 5 et 10 % de NaCl. Certaines de ses souches ont été trouvées aussi dans du sirop de betterave.
Étymologie :
halophylus a été créé à partir du grec halos « sel » et phile* « aimer ».

## Historique
Elle fut décrite la première fois par Mees en 1934, sous le nom de Pediococcus halophilus. Ce n'est que beaucoup plus tard que le séquençage de son gène de 16S ARNr a montré qu'elle était éloignée des autres pédiocoques et qu'elle devait être classée hors des genres Pediococcus et Aerococcus. Collins et al. (1990) proposèrent alors de la mettre dans un nouveau genre nommé Tetragenococcus. Ce fut la seule représentante du genre jusqu'à ce qu'en 1997, elle soit rejointe par T. muriaticus (trouvée dans une sauce fermentée de foie de calmar) et depuis par plusieurs autres espèces.

## Morphologie
La cellule est généralement sphérique, de 0,6-1,0 μm et parfois ovoïde.
La division cellulaire s'effectue suivant deux plans perpendiculaires donnant ainsi naissance à une tétrade.
Dans la fermentation homolactique, elle produit du L(+)-lactate avec des traces de D(-)-lactate.
Elle peut fermenter le glucose, le fructose, le ribose, le mannose, le mélézitose et le saccharose, sans dégager de gaz. Habituellement, elle ne fermente pas le dextrose (glucose cristallin), le lactose, sorbitol, xylose ni l'amidon.

## Culture
Tetragenococcus halophilus croît lentement sur gélose, en particulier dans des conditions aérobies et facultativement en conditions anaérobies.
Sa croissance optimale se situe à des températures comprises entre 30 et 35 °C. Elle n'a pas lieu à 45 °C.
Elle peut croître à des concentrations salines allant de 4 à 18 % de NaCl, avec un optimum se situant à 5-10 % de NaCl. Elle peut aussi tolérer 20-26 % de NaCl. La plupart des souches peuvent croître en l'absence de NaCl.
| Conditions de croissance de T. halophilus |                     |                     |               |
| Condition                                 | Croissance possible | Croissance optimale | Impossibilité |
| Température                               | 15 - 40 °C          | 30 - 35 °C          | 45 °C         |
| pH                                        | 5,0 - 9,6           | 7 - 8               | 5             |
| % NaCl                                    | 4 - 18 %            | 5 - 10 %            |               |

Elle possède des besoins nutritionnels complexes, comprenant des vitamines, des cofacteurs enzymatiques comme l'acide nicotinique, l'acide pantothénique ou la biotine.
Justé et al. (2008) ont proposé de distinguer deux sous-espèces :
1. T. halophilus subsp. halophilus isolée dans des aliments salés
2. T. halophilus subsp. flandriensis isolée dans des environnements riches en sucre.

Les souches halophiles ne sont pas aptes à se développer dans les sirops denses (de 69 °Bx) mais manifestent un début de croissance sur la  gélose MRS à 30 °C. Inversement, la sous-espèce osmophile, T. halophilus subsp. flandriensis est apte à croître dans des sirops denses (de 69 °Bx) mais pas sur gélose MRS.

## Utilisations
Tetragenococcus halophilus joue un rôle important dans les fermentations halophiles de produits alimentaires comme la sauce de soja, le miso, les saumures d'anchois, les sauces de poisson, la pâte de crevettes fermentées terasi indonésienne, ou les ovaires du poisson fugu fermentés (méthode japonaise pour réduire les tétradotoxines) et la moutarde fermentée de Taiwan.
T. halophilus a aussi été détectée dans un sirop de betterave, un intermédiaire dans la fabrication du sucre de betterave. Elle s'est même révélée avoir une place dominante dans cet environnement concentré en sucre et être une cause de sa dégradation.